# Stadtbefestigung Gronau

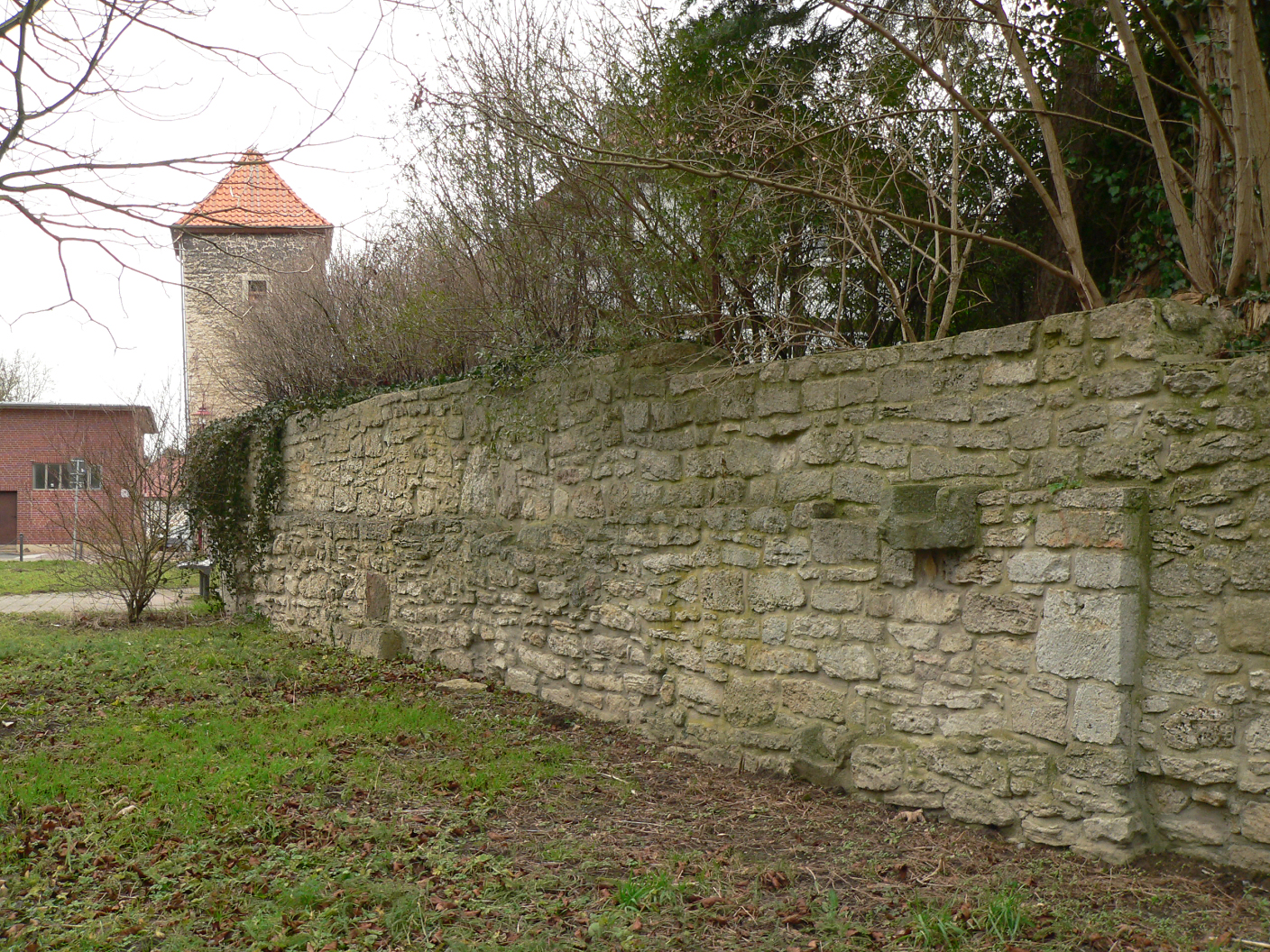
Stadtmauerrest mit dem Schiefen Turm und rechts der Bereich der früheren Burg Empne hinter der Stadtmauer

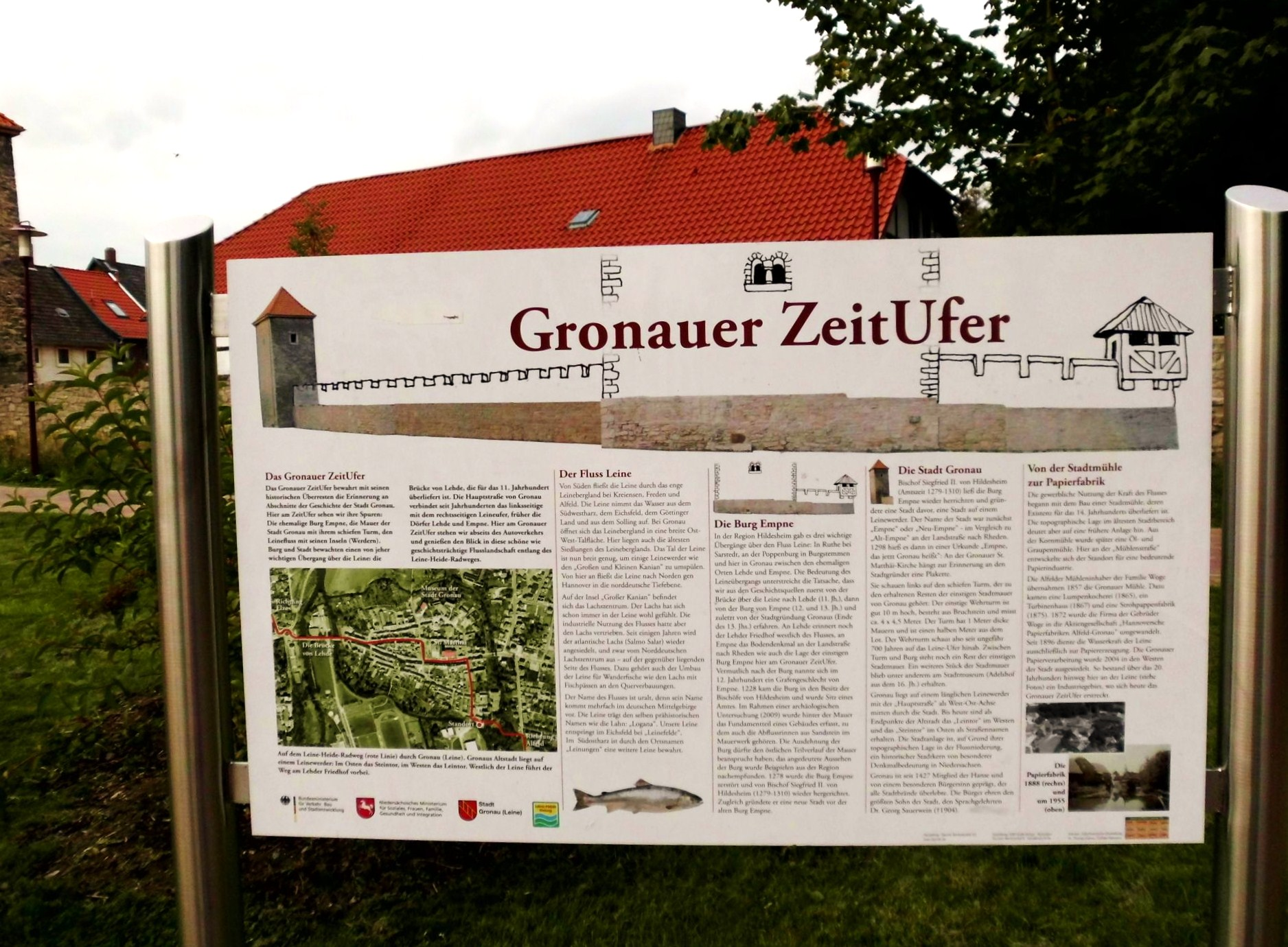
Informationstafel zur Stadtbefestigung Gronau

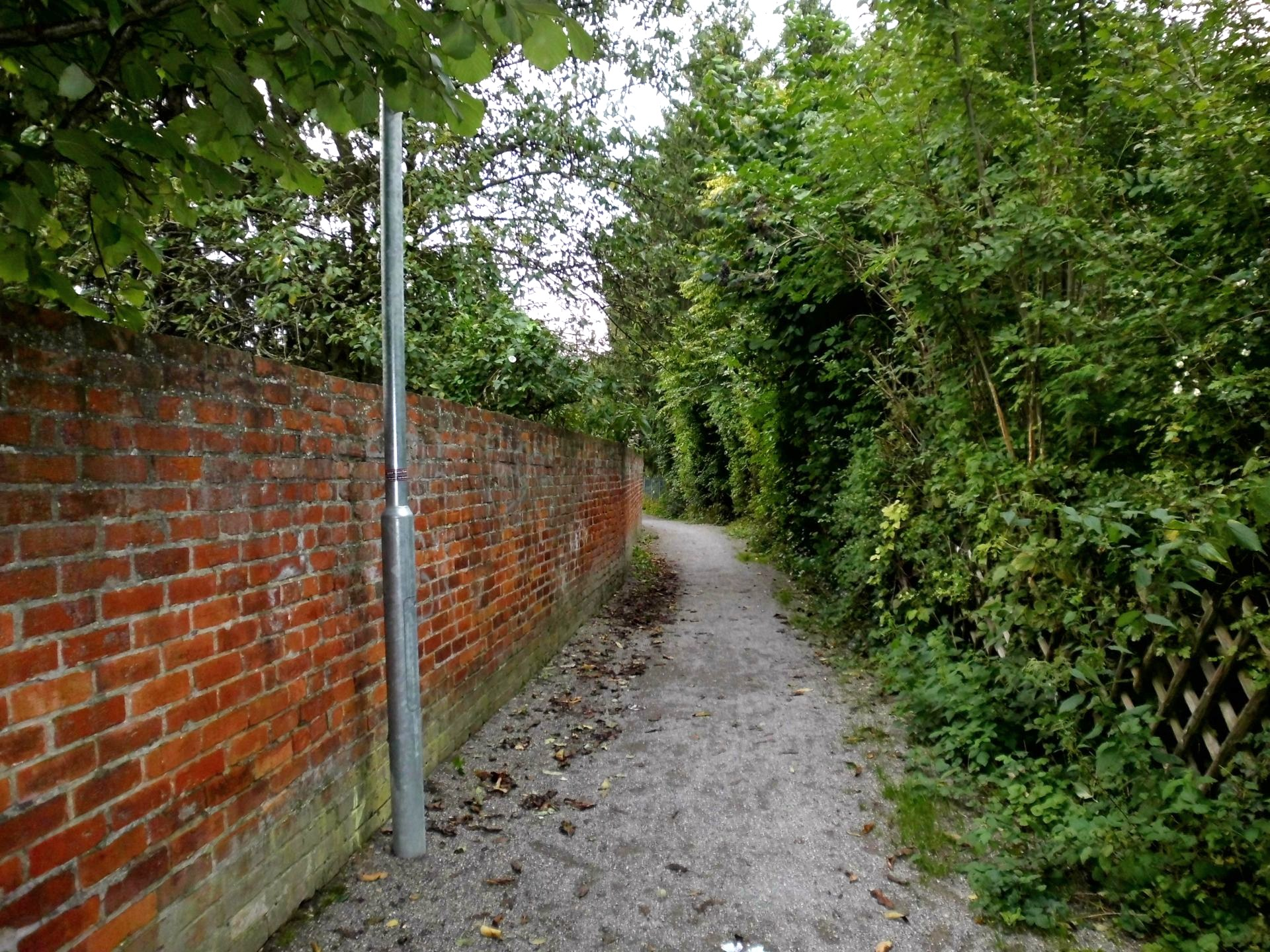
Fußweg auf dem Nordwall

Die Stadtbefestigung Gronau war ein System von Verteidigungsanlagen der Stadt Gronau (Leine), das sie vom Mittelalter bis zum Ende des 18. Jahrhunderts vor Angriffen schützte. Dazu gehörten eine Stadtmauer mit Stadttoren und Mauertürmen sowie ein Wall und zwei Flussarme der Leine. Einbezogen in die Befestigungsanlage war die Burg Empne, die an der Stadtmauer stand.

## Beschreibung
Die Stadtmauer umgab den ab 1298 gegründeten Ort, der eine Ost-West-Ausdehnung von etwa 450 Metern und eine Nord-Süd-Ausdehnung zwischen 200 und 400 Metern hatte. Die Existenz  von Wehrtürmen an der Mauer ergibt sich aus der schriftlichen Überlieferung und der späteren Entdeckung von Fundamentresten bei Bauarbeiten. Erhalten geblieben ist nur der Schiefe Turm in der südöstlichen Ecke der Stadt. Dem Zugang zum Ort dienten zwei Stadttore, von denen sich keine Reste erhalten haben. Dies waren das Steintor im Osten und das Leintor im Westen. Der Stadtmauer war ein Wall vorgelagert. Im Westen und Osten schützten zusätzlich zwei Flussarme der Leine als Wassergräben. Zur Stadtbefestigung gehörte der Turm der St. Matthäi-Kirche als Wehrkirche, der 2,4 Meter starke Mauern aufweist. Die Gebäude des Bock’schen Hofs I und des Engelbrechten’schen Hofs als frühere Burgmannshöfe sind an die Stadtmauer angebaut.
1795 gab der Hildesheimer Fürstbischof nach einem größeren Stadtbrand die noch vorhandenen Teile der Stadtbefestigung zum Abbruch frei. Mit dem Steinmaterial der Verteidigungsanlagen sollten die Bewohner ihre Häuser wieder aufbauen statt erneut brandgefährdete Holzbauten zu errichten. Von der Stadtbefestigung haben sich zwei Abschnitte der Stadtmauer sowie der Schiefe Turm bis heute erhalten. Auf dem Verlauf des früheren Walls wurde in jüngerer Zeit ein Fuß- und Radweg angelegt, der als Nord- und Südwall bezeichnet wird.